# 陈时宝
陈时宝（1947年—），男，湖南常德人，中华人民共和国军事人物，中国人民解放军少将，曾任陕西省军区司令员，中共陕西省委常委，第十届全国人大代表。